# 威爾漢·赫爾曼
威爾漢·赫爾曼（Wilhelm Herrmann，1846年12月6日—1922年1月2日），德國籍新教神學家、系統神學家。

## 生平與經歷
- 赫爾曼於德國馬丁-路德大學任教前曾經於德國菲利普斯大學（即馬爾堡大學）獲得哲學博士學位。深受德國哲學家伊曼努爾·康德和現代派神學家弗里德里希·施萊爾馬赫的門生亞伯切·立敕爾的影響，其神學主張便是融合兩家之說，本著觀念論的傳統，主張即便耶穌並不是一個歷史上實際存在的人物亦無損於福音的大能和人們對於上帝的信仰。他的著作《論基督徒的上帝的交通》（The Communion of the Christian God）被視為十九世紀基督教自由主義神學的顛峰作，引發了卡爾·巴特與辯證神學家之後對其的回應。

- 第一次世界大戰時，赫爾曼曾發表贊同祖國參戰的言論《九三宣言》，為其畢生中一個頗受議論的舉動。